# Mali Rakitovec
Mali Rakitovec je gručasto hribovsko naselje v Občini Kamnik v severozahodnem delu Posavskega hribovja na grebenu med Tuhinjsko dolino na severu in Črnim grabnom na jugu.
Mali Rakitovec je eno izmed najvišje ležečih naselij na vzhodnem Gorenjskem. Nad naseljem se dviga 902 m visoki vrh Rakitovca. Dostopno je po cesti iz Šmartna v Tuhinju in Blagovice v Črnem grabnu. Spada v faro Češnjice.
Površje v okolici je zakraselo.